# Classe Tridente
Les sous-marins de classe Tridente, également désignés sous le nom de type 209PN, sont des sous-marins à propulsion classique, basés sur le sous-marin type 214 développé par Howaldtswerke-Deutsche Werft GmbH (HDW) pour la marine portugaise.
Cette classe de sous-marins a été acquise par le Portugal pour remplacer les sous-marins précédents de la classe Albacora, alors exploités par la marine. À l’origine, HDW a proposé le sous-marin de type 209 (U-209) pendant la compétition, mais a décidé de participer plus tard à une nouvelle proposition basée sur le type 214. C’est pour cette raison que la classe Tridente est communément désignée comme le U-209PN.
La classe et ses navires sont les premiers sous-marins portugais à ne pas être nommés d’après des animaux marins, brisant ainsi une tradition qui remonte à 1913, lorsque le premier sous-marin est entré en service dans la marine portugaise.

## Navires
Les sous-marins de la classe Tridente sont classés à tort dans la catégorie « diesel-électrique ». Leur propulsion est exclusivement électrique, avec des moteurs électriques alimentés par des batteries. Ces batteries peuvent être rechargées en immersion par des « piles à combustible » (électrolyse inverse) pour lesquelles ce sous-marin transporte une énorme quantité d’oxygène liquide et d’hydrogène. En outre, et uniquement comme deuxième solution pour recharger les batteries, ce sous-marin transporte deux puissants générateurs électriques fonctionnant au gasoil de 1 000 KVA, pour une utilisation uniquement en surface ou en route au schnorchel.
Les sous-marins de la classe peuvent théoriquement, en immersion constante, atteindre le cap de Bonne-Espérance depuis Lisbonne, au Portugal, et y revenir en 15 jours.
| Pennant number | Nom          | Pose de la quille | Mise en service | Statut     |
| -------------- | ------------ | ----------------- | --------------- | ---------- |
| S160           | NRP Tridente | 2005              | Mai 2010        | En service |
| S161           | NRP Arpão    | 2005              | Décembre 2010   | En service |

## Galerie

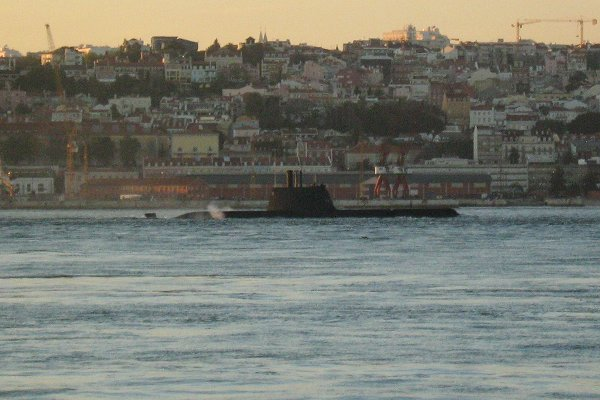
Sous-marin de classe Tridente dans le fleuve Tage